# Egon Petri
Egon Petri (Hannover (Baixa Saxònia), 23 de març, 1881 - Berkeley, Califòrnia, EUA, 27 de maig, 1962), va ser un pianista d'origen neerlandès, alemany-americà.

## Biografia
Egon Petri, fill de pares neerlandesos, va ser ciutadà neerlandès i ciutadà americà des de 1955. Va néixer a Hannover el 1881 i va créixer a Dresden. El seu pare, Henri Petri (1856–1914), un violinista de renom, va ser alumne de Joseph Joachim, concertino de l'Orquestra del Gewandhaus de Leipzig des de 1882 i "Concertinolo Reial Saxó" de l'Orquestra de la Cort de Dresden des de 1889; va rebre classes de violí d'ell. També va prendre classes de teoria musical (amb Felix Draeseke), piano (amb Richard Buchmayer i Teresa Carreño), orgue i trompa. Assistir a la Kreuzschule de Dresden va contribuir a la seva completa educació general. De 1899 a 1901, va tocar el segon violí al Quartet Petri del seu pare.
A Berlín, on també va estudiar filosofia, i a Weimar i Dresden, va rebre lliçons del gran pianista i compositor Ferruccio Busoni (1866–1924), amic de la família. Petri aviat va ser considerat l'alumne i intèrpret més important de Busoni. Tots dos van actuar com a duet de pianos, actuant fins al 1921 a Londres. Petri també va ajudar el seu mestre en la publicació de les obres per a piano de Johann Sebastian Bach i va compondre una obra eficaç en la tradició Busoni amb la seva transcripció per a piano de l'ària "Schafe können sicher weiden" de la cantata de caça de Bach.
El 22 de setembre de 1905, Petri va gravar onze peces per al piano reproductor Welte-Mignon de Leipzig. Com a solista, va fer gires per tota Europa; una extensa gira per Rússia va tenir lloc el 1923. A partir del 1929, va fer nombrosos enregistraments. Va debutar als Estats Units a Nova York el 1932.
Petri també va ser internacionalment reconegut com a professor. De 1906 a 1910 va ensenyar al Royal Manchester College of Music, de 1921 a 1925 a la Hochschule für Musik de Berlín i de 1927 a 1939 a Zakopane (Polònia). Un dia abans de la invasió alemanya de Polònia i l'inici de la Segona Guerra Mundial, va aconseguir escapar a Anglaterra, deixant enrere totes les seves possessions. Després va emigrar als EUA; mai més va ensenyar ni actuar a Alemanya. De 1940 a 1946 va ensenyar a la Universitat Cornell d'Ithaca (Nova York), de 1947 a 1957 al Mills College d'Oakland (Califòrnia) i de 1952 a 1962 al Conservatori de Música de San Francisco. El 1957 va treballar breument a l'Acadèmia de Música de la Ciutat de Basilea. Entre els seus estudiants hi havia, entre d'altres: Earl Wild i John Ogdon, Newman Wilson Powell, Leonard Klein, Alexander Libermann, Lois Maer, Jan Hoffman, Robert Sheldon, John Moriarty i Ruth Orr Kent.
Per a Rudolf Firkušný, Petri no era "només un gran pianista, sinó un dels més grans de tots els temps". El "Grove's Dictionary" de 1954 enumerava el "pensament clar" i les "mans meravelloses que mai fan un moviment innecessari" entre les característiques de la seva interpretació. Egon Petri va morir a Berkeley, Califòrnia, el 1962 als 81 anys.